# 짜시륀뽀 사원

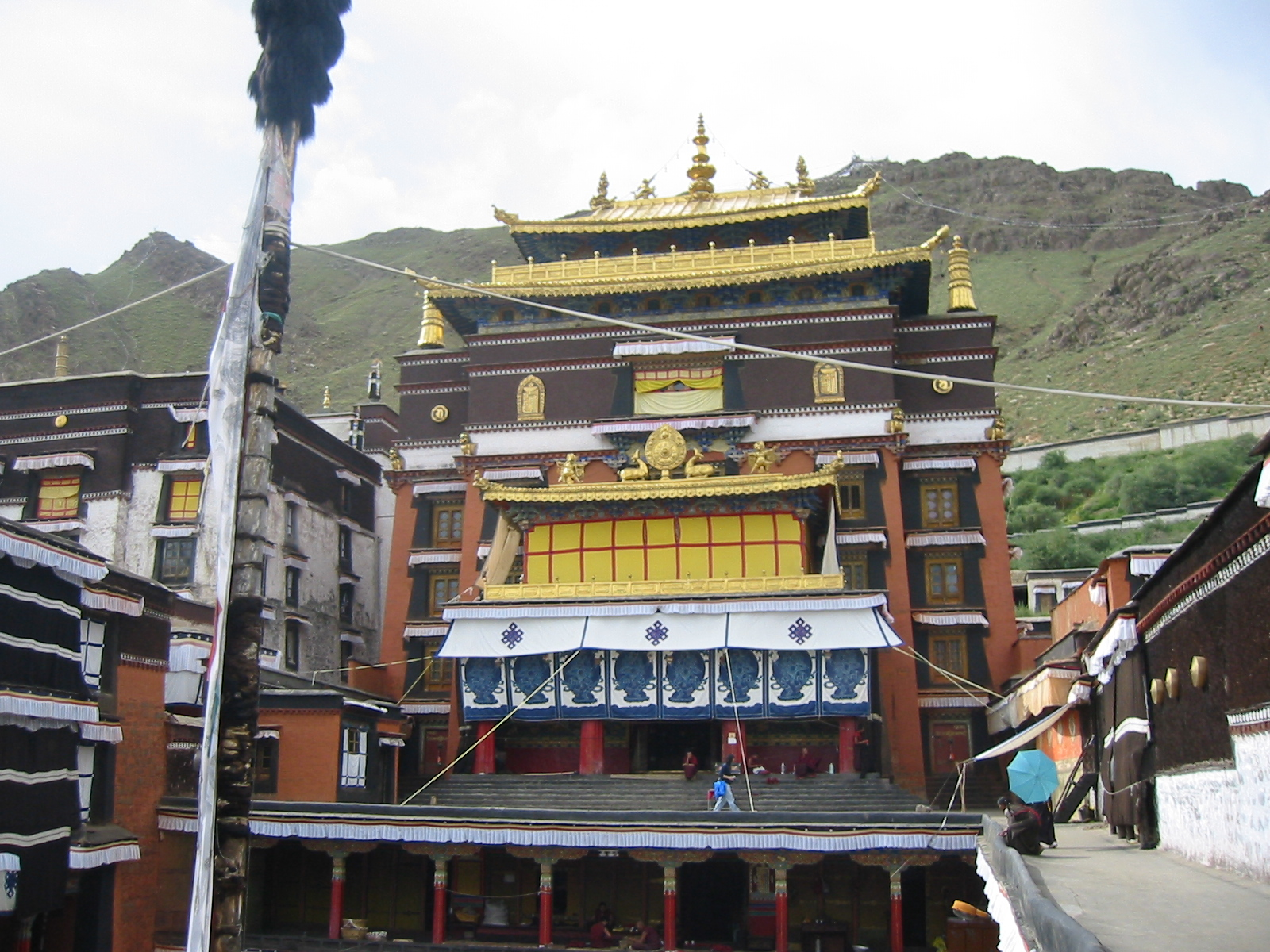
타쉬룬포 사원의 대미륵전

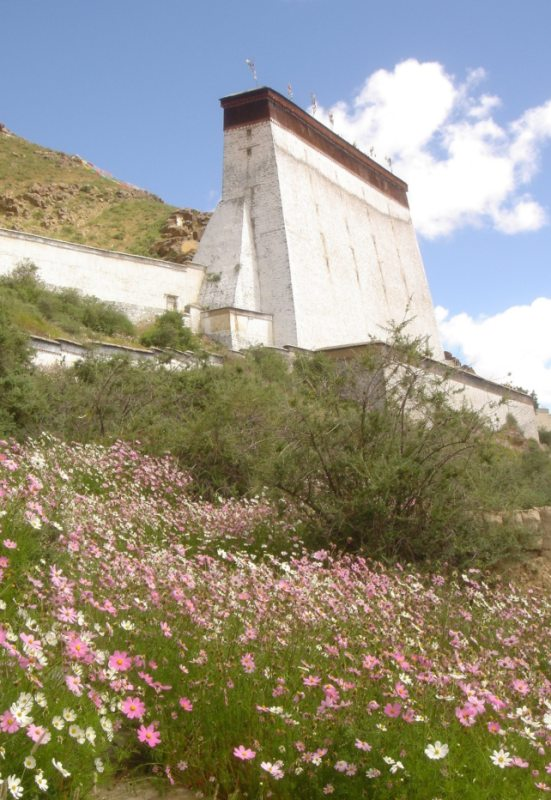
우뚝 솟은 탄카(티베트 불화)의 벽

타쉬룬포 사원(중국어: 扎什伦布寺, 티베트어: བཀྲ་ཤིས་ལྷུན་པོ, bkra-shis lhun-po)은 티베트 시가체 지구에 위치한 겔룩파 최대의 사원이다. 길상수미사(吉祥須弥寺), 찰십륜포사(扎什倫布寺), 타쉬룬포 사원 등으로 표기한다. 초대 달라이 라마에 의해 건립되었다.
타쉬룬포 사원은 티베트 불교의 2인자인 판첸 라마의 정치, 종교 활동의 중심지이다. 하지만 서열 1위 달라이 라마와 2위 판첸 라마의 세속적 권력의 차이가 매우 크기 때문에, 타쉬룬포 사원은 시가체 지구 전체를 다스리는 것이 아니라, 라싸의 달라이 라마가 지명한 몇 개의 조그만 마을들을 다스렸을 뿐이다.
도시 중심에 있는 언덕 위에 위치해 있는데, 티베트어로 '타쉬룬포'란 '모든 영광과 행복이 이 곳으로 흘러든다'라는 뜻을 가지고 있다.                                                                          한 때 판첸 라마의 궁전으로서 그 영광과 화려함을 간직하고 있었으나, 문화 대혁명을 거치며 홍위병들이 이 곳을 무자비하게 파괴하여, 원래 건물의 3분의 1밖에 남지 않았다. 그럼에도 불구하고, 이 곳은 4,000명에 달하는 승려를 수용할 수 있었다고 한다. 다행스럽게도, 이 곳은 티베트의 다른 사원들처럼 아예 터까지 완전히 파괴되지는 않았는데, 이는 시가체 지구가 당시 중국의 통제 하에 있었고, 지역의 질서와 치안 유지를 위해서라도 티베트의 영적 지도자였던 판첸 라마의 궁전을 보존할 필요가 조금은 있었기 때문이었다.
라싸의 3대사원인 간덴 사원, 세라 사원, 드레펑 사원과 함께 게르크파 4대사원으로 불리며, 거기에 칭하이성의 쿰붐 사원과 간쑤성 라브랑 사원과 함께 게르크파 육대 사원으로 불린다.
4세 이후의 판첸 라마는 이곳에서 정치와 종교 활동의 중심지로 삼았다. 시가체 시 거리의 서쪽에 있는 니세리 산(尼色日山)의 산허리에 지어져 50개 이상의 경당과 200개가 넘는 객방을 가진다.

## 역사
1447년에 트카파의 막내 제자로 이후 제1대 달라이 라마가 된 겐둔 둡이 워트 대귀족의 원조를 얻어 12년에 걸쳐 타쉬룬포 사원을 건립하였다. 1600년 제4대 판첸 라마 로산 초에키 기알첸이 타쉬룬포의 주지를 맡고 있었을 때에 대규모 확장 공사가 이뤄졌다. 4대 판첸 라마는 책봉된 최초의 판첸 라마로 이후 역대의 판첸 라마는 모두 사원을 확장했다.
현재 이 사원에는 중국 정부가 내세운 11대 판첸 라마 기알첸 노르부가 주지로 있다.
1972년, 또 하나의 타쉬룬포 사원이 인도 캘거타주의 티베트인 거주구 비라쿱페에 건립되었다. 이 사원의 주지는 10대 판첸 라마의 전생자 수색 위원이었다.

## 사원

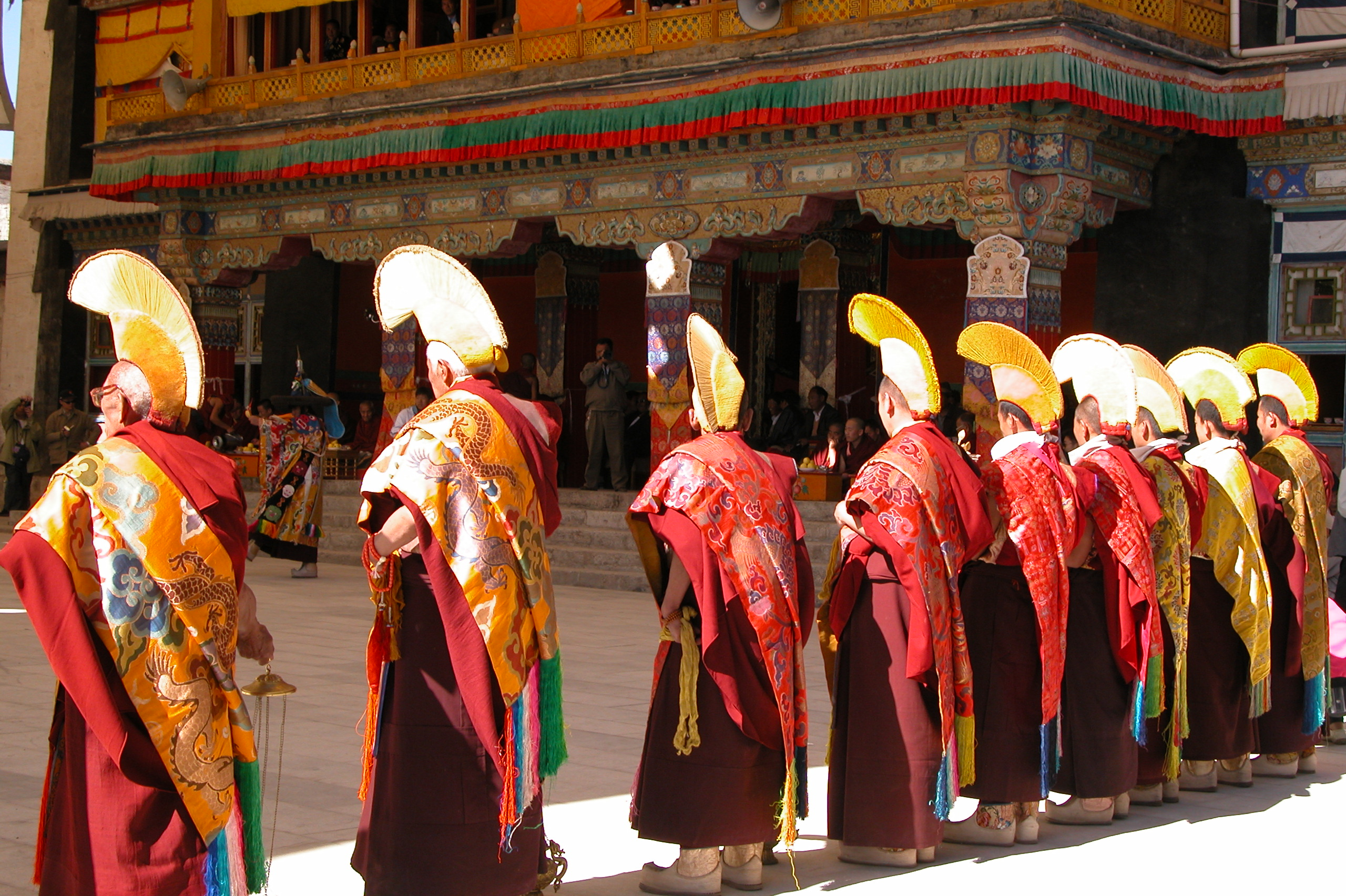
시가체의 승려들

경내에서 가장 웅장하고 위대한 건축은 높이 30m의 대미륵전과 역대 판첸 영탑전이다. 제9대 판첸 라마 츄키 니마에 의해서 1914년에 높이 26.2m의 미륵보살의 동제좌상을 건립한 것이 대미륵전이다. 대미륵전은 관, 안, 흉, 요와 다리의 5층 구조로 안에는 좌상이 공양되어 있다. 이 미륵상은 6,700돈의 금과 12만kg의 순도의 높은 동으로 만들어졌으며, 크고 작은 다양한 1,400개 남짓의 다이아몬드, 진주, 호박 그 외의 보석이 아로새겨져 있다.
7좌의 역대 판첸 영탑은 크기에 차이가 있어, 여러 명을 봉인 한 것도 있고, 한 명을 봉인한 것도 있다. 탑 내에는 제10대 판첸 라마의 초에키 기알첸를 포함한 역대 판첸 라마의 사리 육신을 납입하고 있다.

## 같이 보기
- 판첸 라마
- 시가체
- 간덴 사원
- 세라 사원
- 드레펑 사원